# Parque Berrío

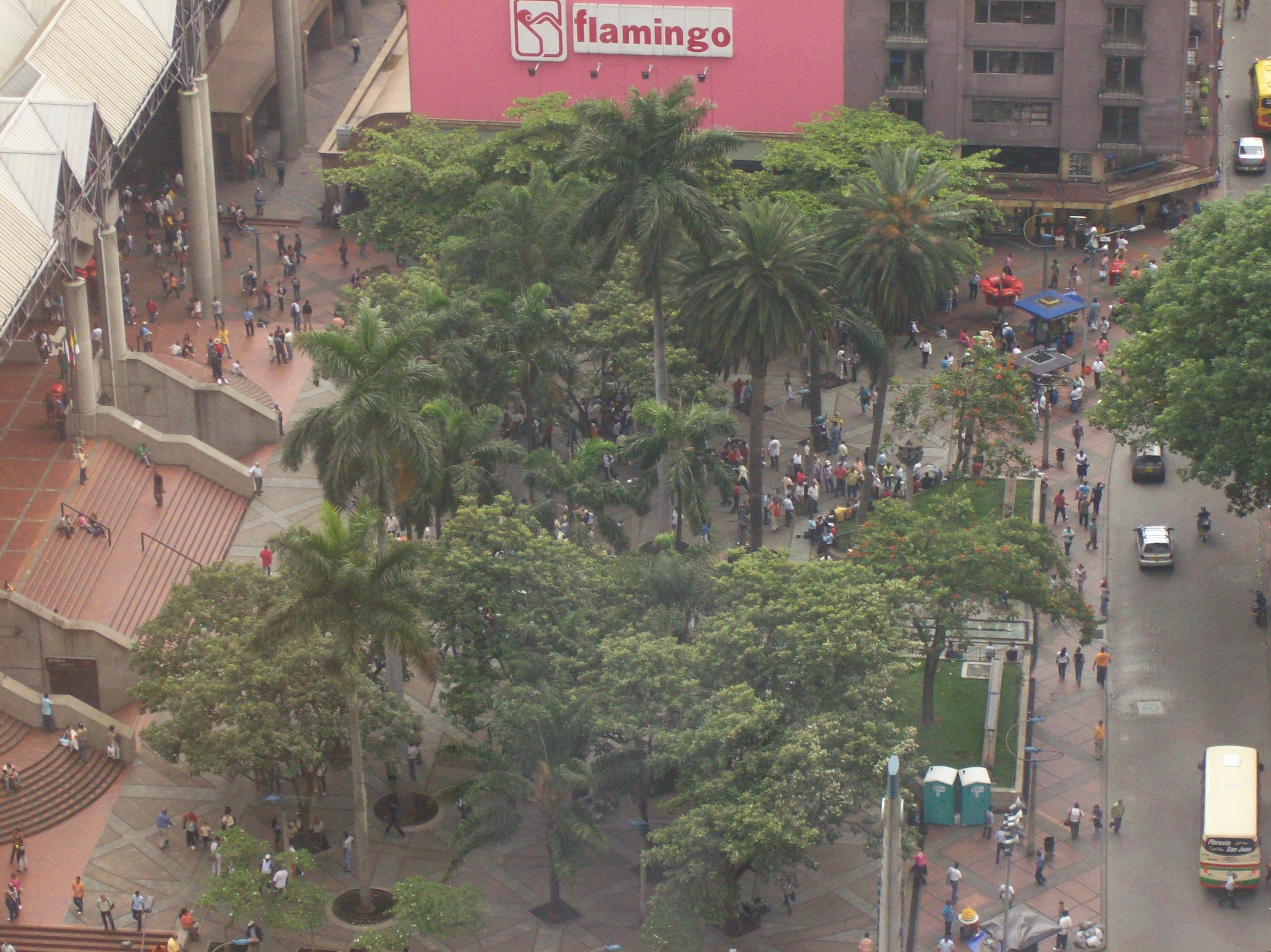
O parque visto da Torre do Café.

O Parque Berrío é um parque urbano situado na comuna de La Candelaria, em Medellín. Localiza-se no quarteirão formado pelas seguintes ruas e avenidas: Av. Colombia, Carrera 50, Calle 51 e Carrera 51. Além de ser um popular local de encontro para moradores locais, o parque é o principal ponto de referência da cidade para turistas devido ao fato de existirem diversas atrações turísticas nas imediações.
O parque, tratado inicialmente como uma espécie de antessala da Igreja de La Candelaria, foi fundado em 1646. No dia 30 de novembro de 1995, entrou em operação a Estação Parque Berrío da Linha A do Metrô de Medellín, situada ao lado do parque e sobre a Carrera 51.
O logradouro recebeu o nome Parque Berrío por estar situado em seu interior uma estátua de Pedro Justo Berrío, uma das principais figuras políticas locais no século XIX. Nascido no município de Santa Rosa de Osos em 1827, Pedro Berrío governou o departamento de Antioquia entre 1864 e 1873. Faleceu no dia 14 de fevereiro de 1875 em Medellín.

## Pontos de interesse

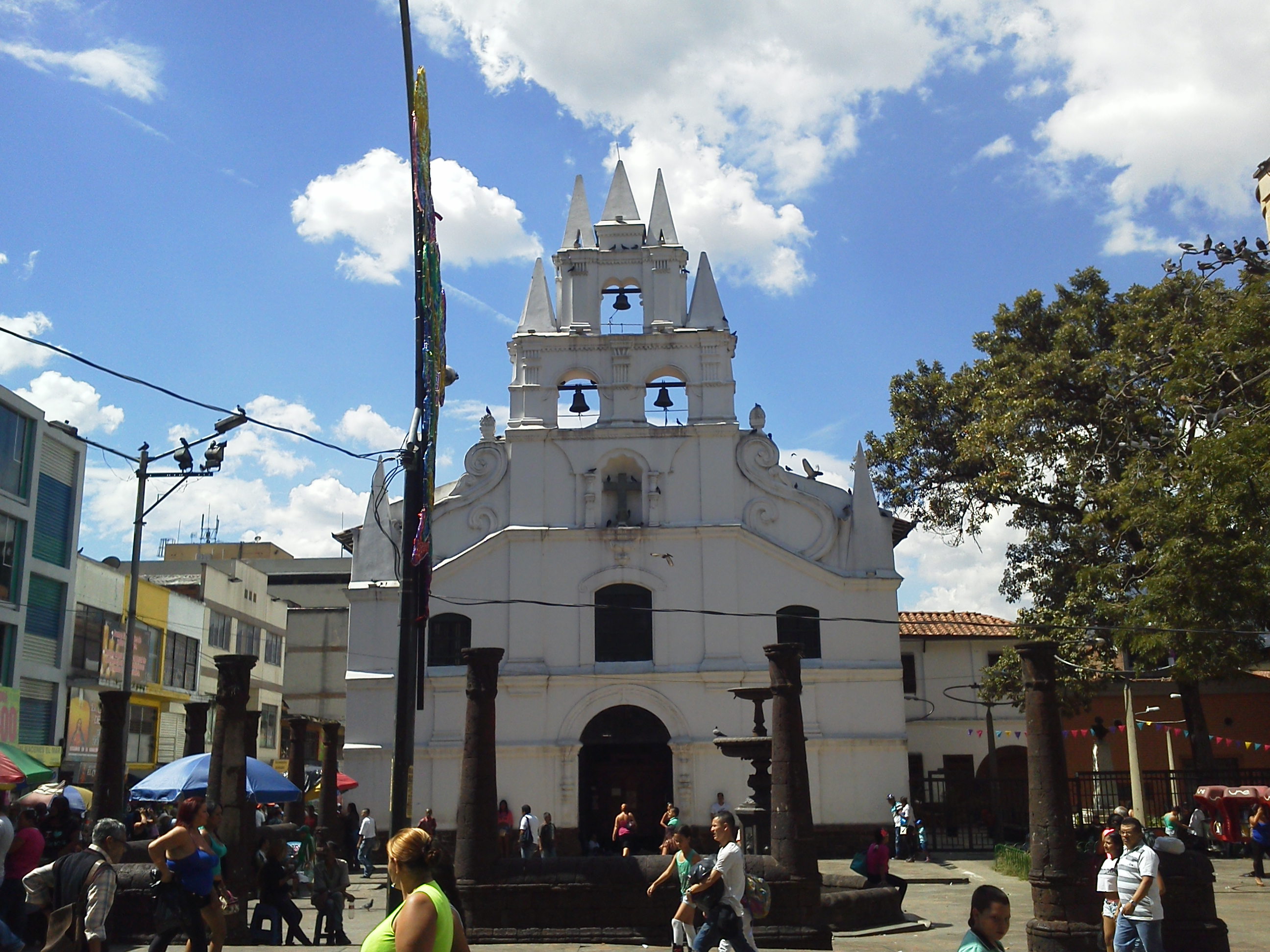
Igreja de La Candelaria, situada em frente ao Parque Berrío.

Os seguintes pontos de interesse situam-se nas redondezas do Parque Berrío:
- Estação Parque Berrío do Metrô de Medellín
- Loja da Almacenes Flamingo
- Basílica de Nossa Senhora da Candelaria
- Edifício Banco Popular
- Edifício do Grupo Colpatria
- Edifício do Banco da República da Colômbia
- Escultura La Gorda, de Fernando Botero
- Edifício Bancolombia
- Edifício Coltabaco